# 楊士萱
楊士萱（1981年5月16日—），台灣男藝人。2006年演出《愛殺17》而出名。但不久就因為犯下猥褻案而嚴重影響其演藝事業。

## 演出
- 2006年 偶像劇「愛殺17」，飾演「林嘉緯」
- 2007年 偶像劇「親親小爸」，飾演「劉福榮」

## 爭議事件

### 2008強制罪事件
- 2008年1月15日晚間9點多，一名男子尾隨女大生身後，硬扯被害人絲襪，並以手機強拍被害人的裙底，被害人呼救，這名男子才倉皇逃跑，現場遺留皮夾證件為楊士萱本人。[2]

- 案發後次日，楊士萱前往精神科求診，取得抗憂鬱藥物。[3][4] 後否認犯行，並推說皮夾早已遺失。[5] 及謊稱案發時跟經紀人在一起，有不在場證明。[6]

- 2008年1月27日，楊士萱承認猥褻女學生。[7] 並出示取得的抗憂鬱藥物，裝病脫罪。[8]警方之後約談，楊士萱最後承認並公開道歉。[9]事後傳出楊士萱跟被害人認識，此行為是牽涉到另一樁感情糾紛，並非單純的憂鬱症或是壓力過大。[10]

### 2011工地波神舒舒之分手風波
- 舒舒因為不滿楊士萱以簡訊恐嚇，並揚言公佈兩人的親密照，舒舒對楊士萱提出恐嚇告訴，並申請保護令[11]。

- 楊士萱指舒舒先撂話：「我會叫黑道弄你！」並對他造成人身攻擊，不排除對她提告[12]。

- 舒舒控訴遭前男友楊士萱以性愛光碟威脅[13]。楊士萱聽聞此番言論，怒駁：「我又不是她的淫媒！」[14]。

- 2011年5月18日，台北地檢署開庭，楊堅稱已刪除性愛畫面，當庭要求檢察官勘驗他的手機及筆電，反指對方也握有畫面。最後雙方傾向透過律師洽簽保密協定解決糾紛[15]。

- 2011年5月20日，楊透過壹級娛樂節目，提出簡訊指控舒舒誣賴，是為了模糊賣淫事件[16]。

- 2011年6月8日，台北地檢署開庭，楊委託律師表示願和解，但舒舒拒絕公開道歉，和解破裂[17]。

- 2011年7月3日，台北地檢署認定兩人因氣憤才發簡訊，之後仍互有聯絡，舒舒也曾傳甜蜜簡訊給楊士萱，不構成恐嚇，不起訴處分[18]。

## 外部連結
- 臺商故事：單親家庭的苦惱 楊士萱與其母的專訪2007-12-27 來源：央視國際

- 第260期女性電子報—新聞前線 （页面存档备份，存于） 自毀與傷人--楊士萱事件之我見2008-02-11 來源：網氏/罔市 女性電子報